# Sunderland Capture and Other Poems
Sunderland Capture and Other Poems – tomik amerykańskiego poety Leonarda Bacona wyróżniony Nagrodą Pulitzera w dziedzinie poezji za rok 1941. Tomik składa się z utworów satyrycznych.